# Niphanohelea bannae
Niphanohelea bannae är en tvåvingeart som beskrevs av Eileen D. Grogan och Wirth 1981. Niphanohelea bannae ingår i släktet Niphanohelea och familjen svidknott.
Artens utbredningsområde är Thailand. Inga underarter finns listade i Catalogue of Life.